# Rueda (Valladolid)
Rueda es un municipio y localidad española de la provincia de Valladolid, en la comunidad autónoma de Castilla y León. La villa está declarada conjunto histórico artístico y es centro neurálgico de una de las zonas de vinos blancos más importante del país, la denominación de origen Rueda. El término municipal, que incluye también los núcleos de Foncastín y Torrecilla del Valle, tiene una población de 1103 habitantes (INE 2024).

## Geografía

### Ubicación
Está situada a 40 km de Valladolid capital, y a 11 km de Medina del Campo, en la carretera A-6 (Madrid-La Coruña). El municipio limita con los de Tordesillas, Medina del Campo, La Seca, Villaverde de Medina y Nava del Rey. Está entre dos cerros bañados por el arroyo de Perú y el río Zapardiel, rodeado de pinos, olivos, campos de cereal y viñedos, la mayoría de la variedad autóctona Verdejo. Forma parte de la comarca vallisoletana de Tierra del Vino. Su clima un tanto extremo y, gracias al terreno pedregoso, han hecho que Rueda sea una referencia nacional en la fabricación de caldos de contrastada valía. El gentilicio es rodense o popularmente caleros, este último debido a la gran cantidad de cal que tiene esta villa.[cita requerida]
Rueda se sitúa en una altiplanicie con suaves relieves bajo la influencia de los vientos provenientes del Atlántico, es por lo tanto un municipio castellano situado en la meseta norte, subdivisión de la meseta central española, área llana y de baja densidad forestal, en el centro geográfico de la comunidad autónoma de Castilla y León, en el interior de la península ibérica. Sus coordenadas son: 46°24'26 N 4°56'56 O
La localidad está situada a una altitud de 724 m sobre el nivel del mar.
| Noroeste: Nava del Rey         | Norte: Tordesillas        | Noreste: La Seca          |
| Oeste: Nava del Rey            |                           | Este: La Seca             |
| Suroeste: Villaverde de Medina | Sur: Villaverde de Medina | Sureste: Medina del Campo |

### Pedanías
Rueda posee dos pedanías dentro de su término municipal:
- Foncastín: es una pedanía de poco más de 150 habitantes a 6 km de la villa de Rueda. Para acceder a ella es necesario ir a Rueda y desde aquí coger la carretera hasta Foncastin o bien coger una salida de la autovía A-6 poco antes de llegar a Rueda desde Tordesillas.
- Torrecilla del Valle: esta pedanía apenas cuenta en la actualidad con 25 habitantes. Se puede llegar hasta ella cogiendo la carretera que va a Nava del Rey desde Rueda.

### Edafología
Rueda se sitúa en amplias terrazas aluviales y diluviales (Terrenos constituidos por materias arenosas que fueron arrastradas por grandes corrientes de agua). El estudio de los suelos en los que se asienta el término municipal de Rueda revela la presencia de 2 unidades sedimentarias enmarcadas dentro del ámbito de la campilla arenosa. Estas dos unidades edafológicas corresponden a los Arenales cuaternarios' y a las series arcósicas.
La primera de ellas, los arenales cuaternarios están caracterizados por los arenosoles (carácter arenoso). Se encuentran dos subunidades: 1) arenosoles álbicos (arenas blanquecinas por la casi total ausencia de arcilla y óxidos de hierro) se sitúan sobre sedimentos arenosos y 2) arenosoles cámbicos (sobre sedimentos más arcillosos). Debido a su textura gruesa, impide la retención de agua y al elevado contenido en minerales resistentes que liberan pocas bases, por ello, generalmente, son suelos poco evolucionados y con una cierta fertilidad.
La segunda unidad edafológica, las series arcosicas, se caracterizan por frecuentes vertisoles, en general, son suelos similares a los de la campiña arcillosa, pero la iluviación es más intensa, con formación de grandes horizontes árgicos (estrato subsuperficial que posee más arcilla que su horizonte superior). Son frecuentes los carbonatos y el pH varía desde alcalino hasta ácido.

### Clima

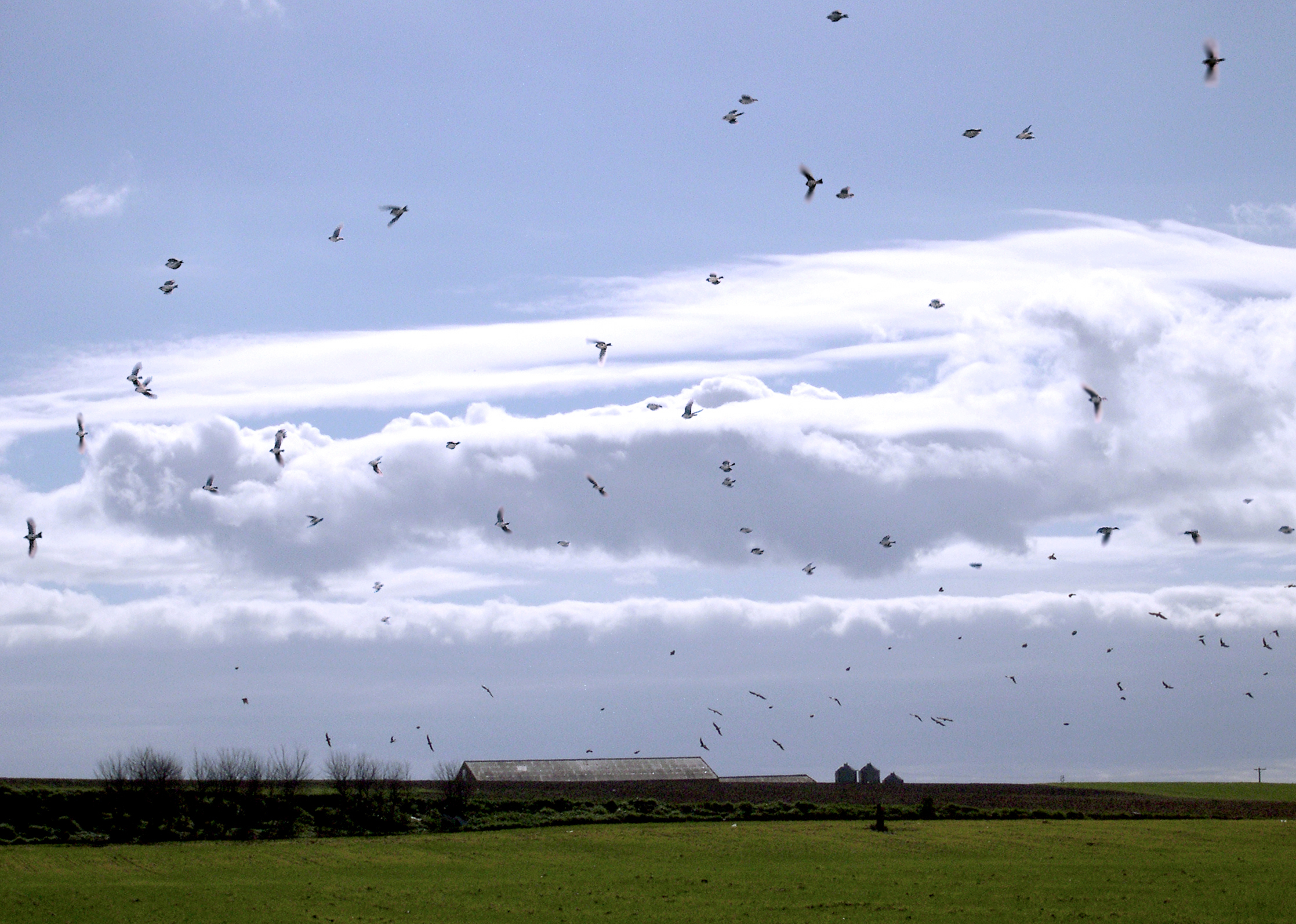
Calandrias de invernada en Medina del Campo

El clima de Rueda podría considerarse como mediterráneo continentalizado, caracterizado por una sequía estival y unos máximos pluviométricos en primavera e invierno principalmente. La temperatura media anual en el municipio de Rueda es de 12,8 °C. La precipitación media anual es del orden de los 400 mm anuales, produciéndose sus máximos en los meses de noviembre y diciembre con más de 50 mm mensuales. En los meses de enero, abril, mayo y octubre se sobrepasan los 40 mm mensuales y con mínimos que no llegan a los 20 mm en julio y agosto. Las horas de sol anuales en el término municipal de Rueda oscilan alrededor de las 2500. Según el Atlas Agroclimático de Castilla y León, dentro de la clasificación climática de Köppen el término municipal de Rueda tendría dos clasificaciones climáticas, por un lado estepario frío (BSk) en una pequeña franja al sur del término municipal y oceánico de verano seco (Csb) en el resto del término municipal incluyendo el núcleo de población.

### Ocupación del suelo
La región de Rueda es una zona que prospera ecológicamente, ello es debido a la masa de viñedos y pinares que posee. A día de hoy esta región tiene más de 12 853 hectáreas de viñedos y el número aumenta año a año.

### ZEPA de "La Nava-Rueda"

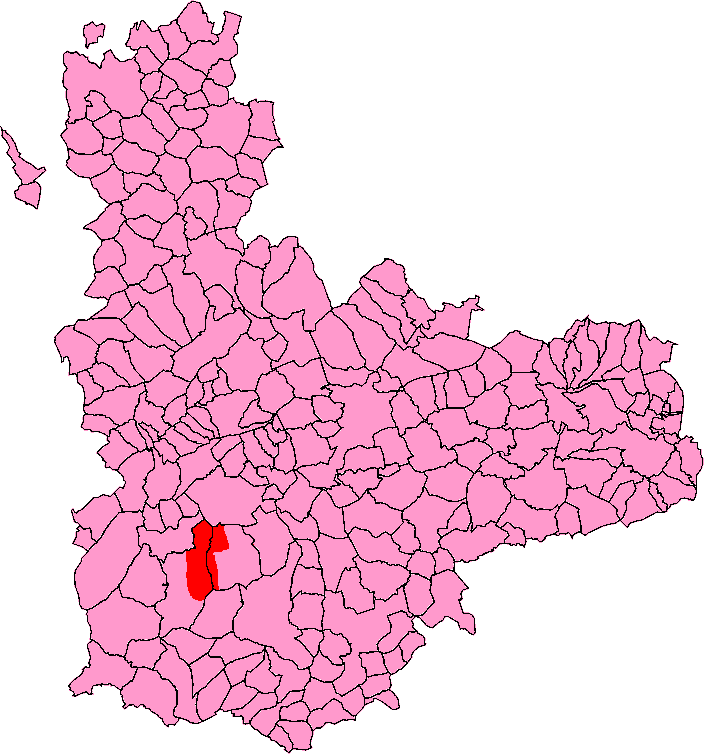
Área de extensión de la ZEPA La Nava-Rueda en la provincia de Valladolid

El río Zapardiel discurre por el término municipal de Rueda, cuando llega a la localidad de Torrecilla del Valle, comienza a tener aguas, no claras, pero sí más limpias (aunque siguen estando eutrofizadas). A partir de la citada localidad (pedanía de Rueda), de escasos habitantes, toda la margen izquierda del río ha sido declarada zona de especial protección para las aves (Z.E.P.A.), con la denominación La Nava-Rueda; y a partir de otra pedanía, Foncastín, también se incluye la margen derecha.

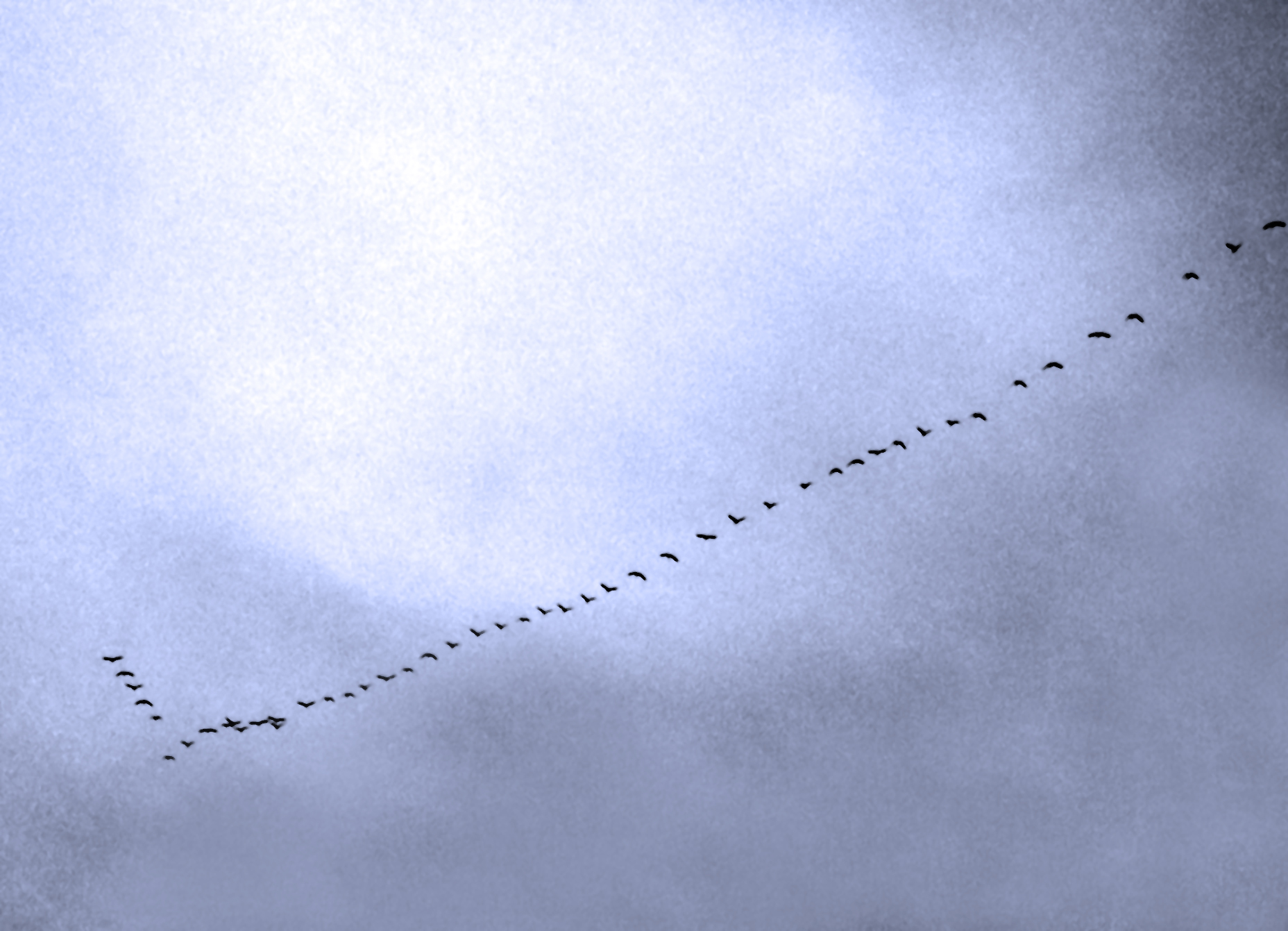
Anátidas de paso por la ZEPA de "La Nava-Rueda"

La mayor parte de esta ZEPA vallisoletana es una llanura cerealista con suaves ondulaciones y escarpes debidos a las terrazas cuaternarias del río Duero. Pero un 30 % de la misma lo constituyen hábitats de interés, sobre todo de agua dulce y matorral esclerófilo. En la parte del término municipal de Rueda también abundan, lógicamente, las explotaciones vitivinícolas (Denominación de Origen Rueda), sobre todo en los terrenos más pobres de las terrazas fluviales que quedan al margen de la ZEPA. También abarca una importante superficie de pinar en muy buen estado y de gran valor biológico (llamado Pinar de la Nava), y un reducido alcornocal (el único de la provincia) en Foncastín. En torno al Zapardiel hay bosques de ribera y densos carrizales, sobre todo en el represamiento de Foncastín.

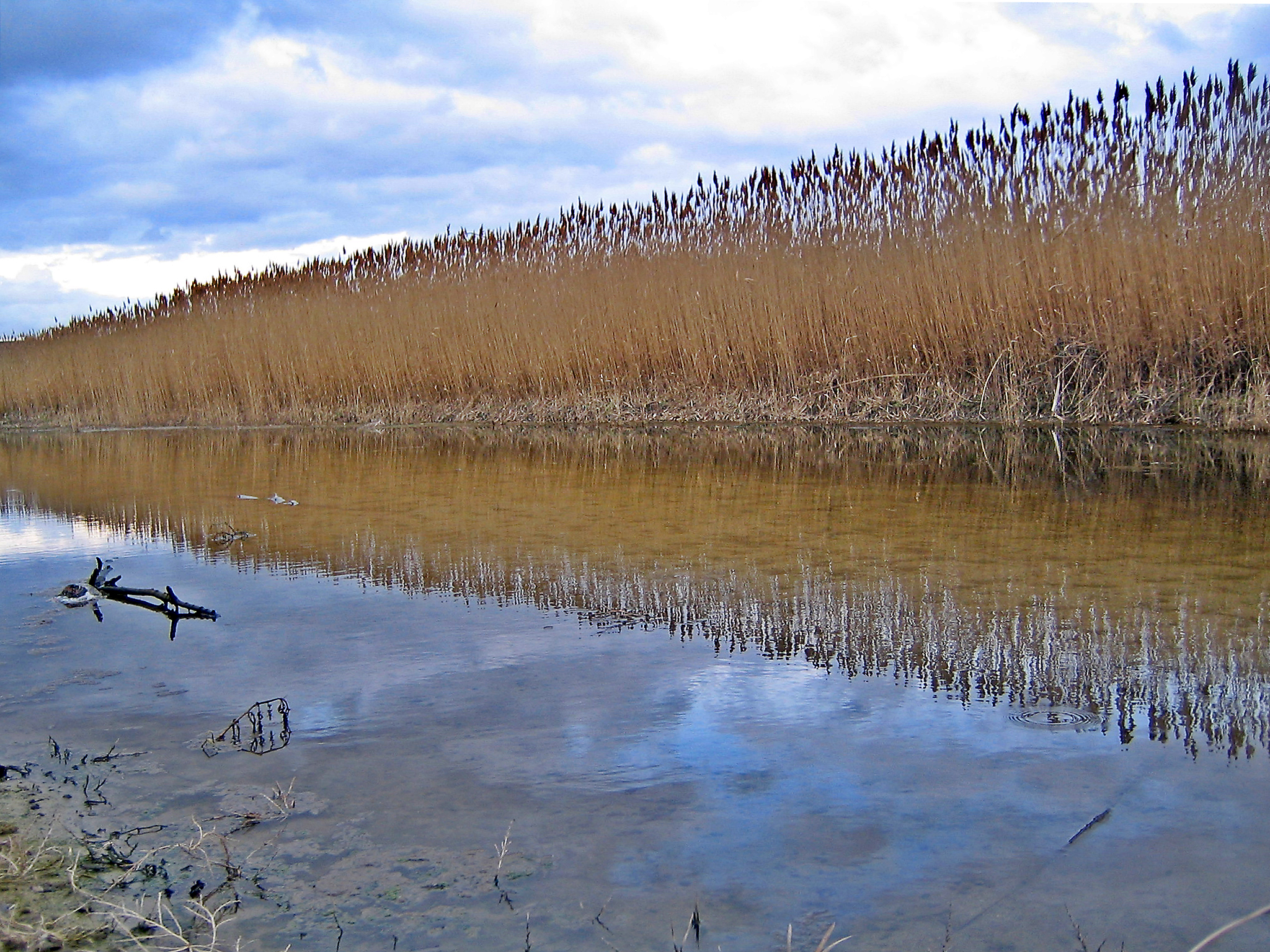
Carrizales en el represamiento de Foncastín, un importante refugio para la avifauna ripícola

- Además de la especie principal, la avutarda (con casi cien ejemplares), la avifauna más significativa es esteparia: rapaces como el cernícalo primilla (Falco naumanni) y el milano real (Milvus milvus, prácticamente han desaparecido los ejemplares nidificantes, aunque hay muchos de invernada). El sisón (Tetrax tetrax) y la ganga común (Pterocles alchata) apenas se reducen a una decena de ejemplares. También son muy escasos el alcaraván (Burhinus oedicnemus) y la carraca (Coracias garrulus), pero las calandrias (Melanocorypha calandra) son abundantes en invierno.
- Hay especies de bosque en el Pinar de la Nava, con alguna colonia de milano negro (Milvus migrans); varias lechuzas campestres (Asio flammeus), chotacabras grises (Caprimulgus europaeus), etc.
- En el represamiento de Foncastín, en los carrizales y en los bosques de ribera del río Zapardiel no se descarta la presencia nidificante de cigüeñuelas (Himantopus himantopus) y martines pescadores (Alcedo atthis) y, en migración e invernada, avetorillos (Ixobrychus minutus) y esmerejones (Falco columbarius).

En general, la cercanía del espacio natural protegido Riberas de Castronuño favorece la presencia de numerosas aves de paso, incluyendo gavilanes, águilas reales, ortegas, y muchas especies ripícolas (anátidas y zancudas).
Entre la diferente fauna de esta región pueden mencionarse el lobo ibérico, la culebra bastarda, la liebre, el conejo, el jabalí, la perdiz, el águila ratonera, el halcón peregrino y el zorro.

## Historia
La fundación de esta villa data de la época romana, en torno a 380-420. Con el nombre de Roda es citada en una crónica durante el reinado de Don Pelayo, en el siglo VIII.
Aparece reflejada en un documento de julio de 940 con el nombre de Rota. Otro documento referente a esta villa data del año 981 cuando Almanzor, después de saquear la plaza fuerte de la ciudad de Zamora, presentó batalla y venció, en las llanuras de Rueda, a los ejércitos de Ramiro III de León y sus aliados García Fernández de Castilla y Sancho Garcés III de Pamplona. En 996, figura en otro documento con el nombre de Castro Rota y un siglo después, en 1195, aparece con el mismo nombre cuando fue repoblada por el rey Alfonso IX.
Tras numerosos desencuentros con los poderosos linajes de Medina del Campo, entra a figurar bajo la jurisdicción de ésta desde 1349, pero a pesar de esto conserva los privilegios de eximida por pertenecer al reino.
El 21 de mayo de 1636 se otorga a Rueda el privilegio de villazgo, además de otros siete privilegios que dibujan el marco jurídico que desarrollará la vida municipal en Rueda. La evolución de Rueda es notable gracias a la bonanza económica surgida de la fiebre del vino que empapa a sus gentes y hace intervenir al Consejo de Castilla en 1763 por los desmontes abusivos para la plantación de viñedos.

### Edad Contemporánea
Durante la Guerra de la Independencia fue ocupada por tropas francesas y después fue cuartel general del duque de Wellington. De 1808 a 1811 en los Libros de Actas del Concejo hay muchas noticias de la brutal ocupación francesa. Dentro de los pueblos que formaban el antiguo partido judicial de Medina del Campo, es la villa de Rueda la que figura por derecho propio en el primer lugar, por su mayor censo de población y por la riqueza que atesora su campo.
A mediados del siglo XIX, la villa tenía contabilizada una población de 2470 habitantes. Aparece descrita en el decimotercer volumen del Diccionario geográfico-estadístico-histórico de España y sus posesiones de Ultramar de Pascual Madoz de la siguiente manera:

RUEDA: v. con ayunt. y estafeta de correos en la prov., aud. terr., c. g. y dióc. de Valladolid (6 leg.), part. jud. de Medina del Campo (2). sit. entre dos cerros que forman un barco, goza sin embargo de buena ventilacion y saludable clima. Tiene 700 casas; la consistorial con cárcel; 2 escuelas de instruccion primaria, la una dotada con 4,400 rs. de los fundos públicos, y la otra particular; reunen entre las dos 250 alumnos de ambos sexos; hay una igl parr. servida por un cabildo de beneficiados que alternan en la cura de almas; una ermita (El Smo. Cristo); un conv. que fue de capuchinos y habiendo pasado á propiedad particular sirve de posada y casa de comercio; para el surtido de aguas potables hay varios pozos, algunos de los cuales las tienen escelentes. térm.: confina con los de La Seca, Medina del Campo, Tordesillas y Foncastin; dentro de él se encuentran inmediatas á la pobl. varias bodegas para conservar el vino, una gran laguna que sirve para lavadero de ropas y abrevadero de ganados; una ermita (San José) y á sus inmediaciones el campo santo que en nada perjudica á la salubridad pública. El terreno en su mayor parte llano, con algunas eminencias y cerros sueltos, es fuerte y tenaz, por lo que necesita un esmerado y continuo trabajo de parte del agricultor; le baña el r. Zapardiel, de corto caudal y vadeable casi generalmente. caminos: los locales y la carretera de Madrid á Galicia. correo: se recibe y despacha en la estafeta por el conductor de la correspondencia general de la corte á Galicia y viceversa, hallándose establecida para este servicio una parada de posta. prod.: trigo, cebada, algarroba, garbanzos y otras legumbres; pero la cosecha de mas importancia es la del vino blanco, que puede regularse anualmente en 150,000 cántaras castellanas; su calidad es superior y permite conservarse hasta 20 y mas años sin que desmerezca, antes bien mejora en su clase; se cria ganado lanar, vacuno y mular. ind.: la agrícola, principalmente la elaboracion del vino, un molino harinero de viento, varios zapateros y sastres, y algunos otros de los oficios mas indispensables. comercio: esportacion del rico vino y demas frutos sobrantes é importacion de los art. que faltan; algunos se dedican al tráfico en hierro, azúcar, cacao y otros géneros. pobl.: 604 vec., 2,470 alm. cap. prod.: 6.737,500 rs. imp.: 698,941. contr.: 195,968 rs. 32 maravedises.
El brigadier general Carlos Stewart con un escuadrón inglés sorprendió y acuchilló en Rueda un puesto de dragones franceses en la noche del 12 de diciembre de 1808. La milicia ciudadana de esta pobl. prestó interesantes servicios en la guerra civil que se terminó en 1840. Es patria del general D. Gregorio Rodríguez y del Sr. Llanos, obispo en América.
(Madoz, 1849, p. 590)

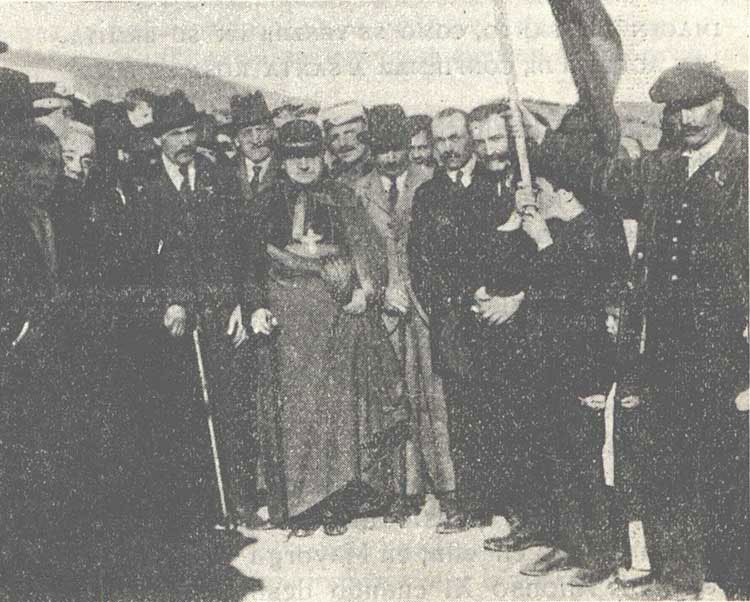
El arzobispo Gandásegui en Rueda en la fiesta del árbol (1923)

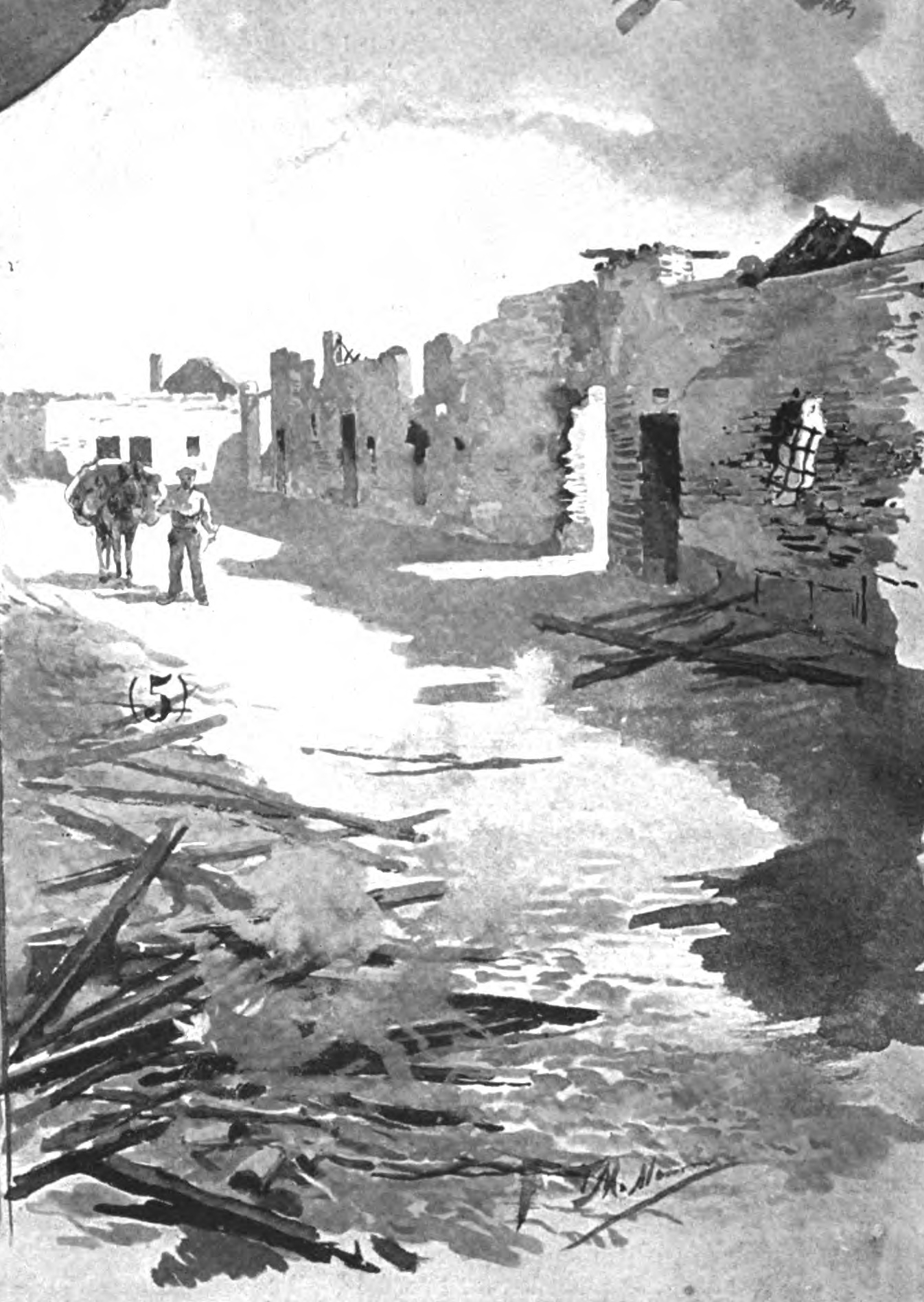
Calle de la Cuesta tras el incendio de agosto de 1896

El 2 de agosto de 1896 comenzó un incendio que arrasó la villa y quemó más de 500 casas. Después se construyó el Barrio Nuevo.
La obra Los pueblos de la provincia de Valladolid  (1895) de Juan Ortega Rubio cifraba a finales del siglo XIX la población de Rueda en 4551 habitantes.A finales del siglo XIX entró la filoxera (Dactylosphaera vitifoliae) en Valladolid y atacó fuertemente al viñedo, pero a pesar de esto Rueda se sobrepuso.
Rueda cuenta con la denominación de origen más antigua de Castilla y León, reconocida en 1977 y aprobada de forma definitiva en 1980, y agrupa 70 municipios de las provincias de Valladolid, Ávila y Segovia.

## Demografía
El municipio, que tiene una superficie de 90,50 km², Cuenta con una población de 1103 habitantes (INE 2024) y una densidad de 14,36 hab./km².
| Gráfica de evolución demográfica de Rueda entre 1842 y 2021 |
| |
| Población de derecho según los censos de población del INE. Población de hecho según los censos de población del INE.En 1857 crece el término del municipio porque incorpora a Foncastín y Torrecilla del Valle. |

## Economía
Con una renta per cápita nominal que supera ligeramente los 25 350 € de media, Rueda se sitúa como uno de los municipios con más renta per cápita nominal de la provincia de Valladolid y de toda Castilla y León.

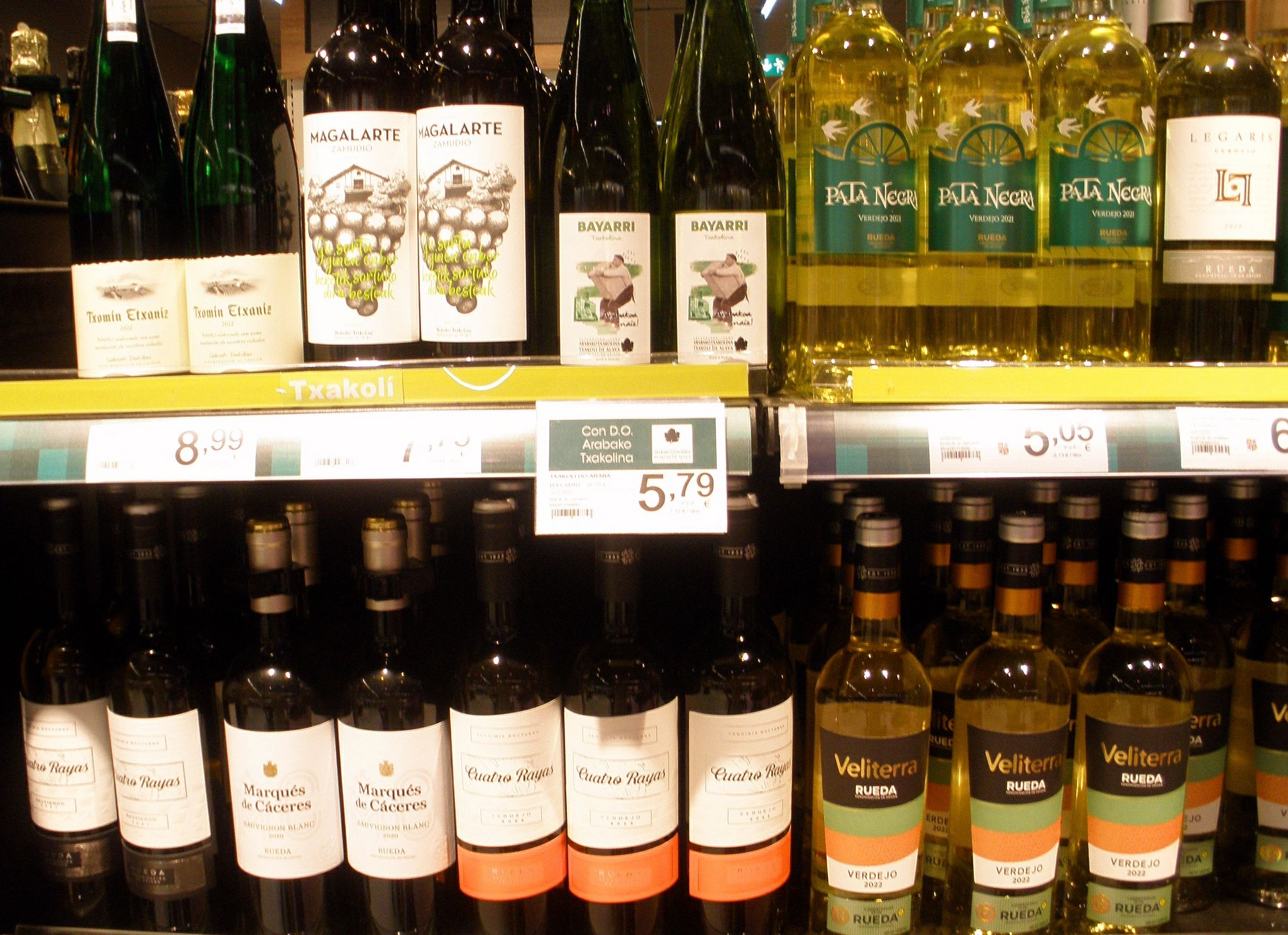
Vinos con la denominación de origen Rueda

La economía de Rueda gira en torno al vino siendo este la principal fuente de riqueza del pueblo. Rueda es el municipio con menos de 2000 habitantes que más puestos de trabajo ha creado en la provincia de Valladolid en los últimos quince años siendo las numerosas bodegas la principal fuente de trabajo. Otro dato importarte es que es uno de los municipios de la provincia de Valladolid que más exporta y menos importa. A día de hoy las bodegas de Rueda crean más de 600 empleos directos en el municipio y más de 100 indirectamente. El futuro económico de rueda parece esperanzador debido a la próxima apertura de al menos tres bodegas en el municipio y la construcción de un polígono industrial. Otro de los factores de la economía de Rueda son sus empresas de pintura que crean algo más de 70 empleos en el municipio. Rueda también cuenta con la estación enológica de Castilla y León que tiene algo más de 60 empleados y el consejo regulador de la denominación de origen Rueda que cuenta con algo más de 50. El número de empleos que tiene directamente Rueda es aproximadamente de unos 1100. A pesar de que Rueda crea numerosos empleos la mayor parte de la gente que trabaja en Rueda no reside en este municipio y por lo tanto Rueda no crece demasiado en número de habitantes.
Bodegas ubicadas en Rueda
- Bodega Hermanos del Villar.
- Bodegas Mocén, S.A.
- Bodegas de Crianza de Castilla la Vieja, S.A.
- Bodegas de los Herederos del Marqués de Riscal, S.L.
- Bodegas Félix Sanz, S.A.
- Bodegas Garcigrande, S.A.
- Bodegas Vega de la Reina, S.A.
- Finca Montepedroso
- Cuevas De Castilla, S.A.
- Domecq Wines España, S.A.
- Pagos del Rey, S.L.
- Grupo Yllera.
- Vinos Sanz, S.A.
- Bodega Castilla la poderosa.
- Bodega Prado Rey.
- Bodega Miguel Arroyo Izquierdo.
- Bodegas Val de Vid.
- Bodega Ramón Bilbao Rueda

## Patrimonio

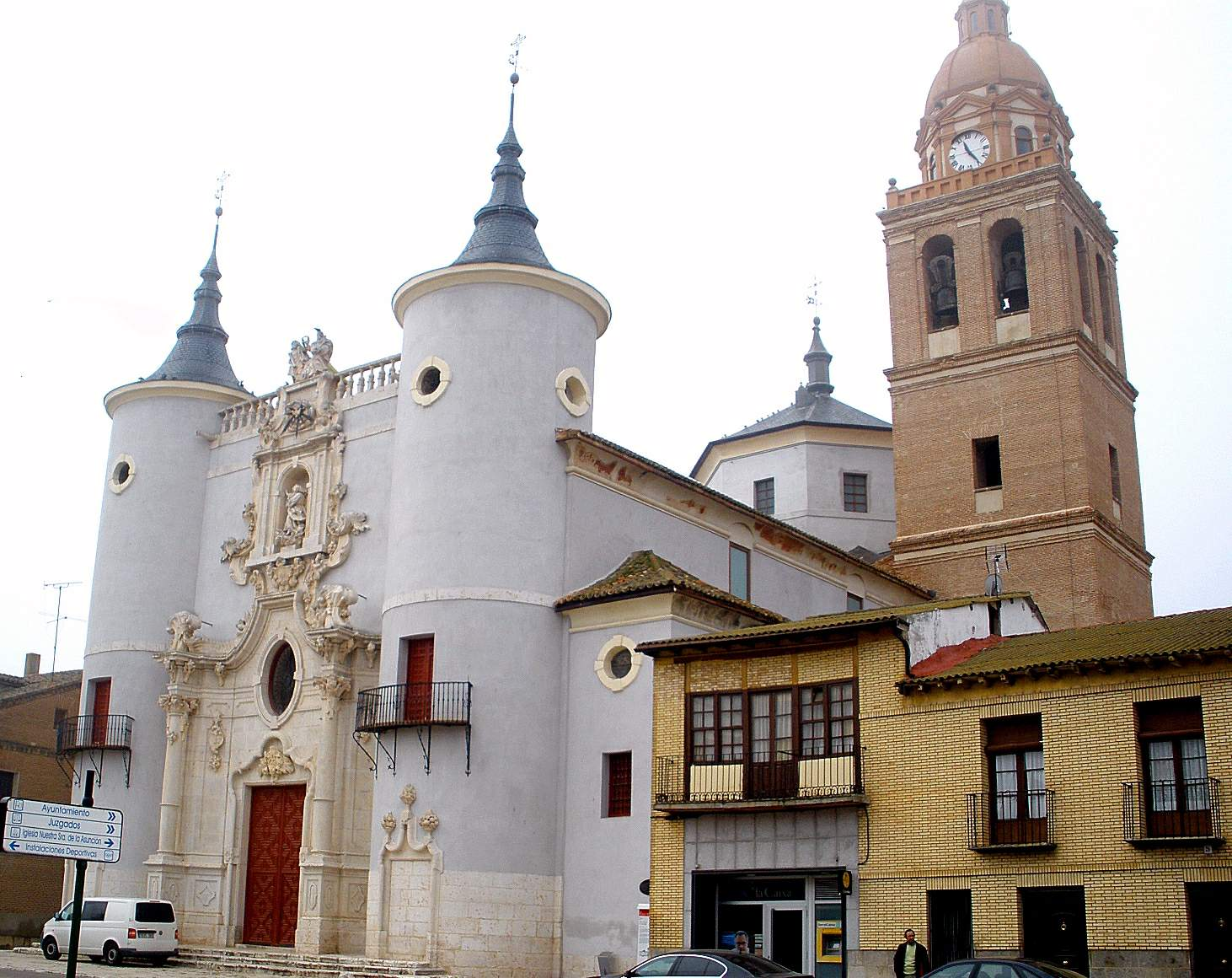
Iglesia de Nuestra Señora de la Asunción

La villa de Rueda es considerada Conjunto Histórico-Artístico por el Ministerio de Cultura.
- Ayuntamiento. Rehabilitado por completo sólo se conserva de él su antigua fachada.
- Iglesia de Nuestra Señora de la Asunción. Restaurada recientemente y de manera integral, tiene planta de cruz latina, de tres naves, más ancha y alta la central; las tres se corresponden pasando por el crucero, con la amplia capilla mayor y la sacristía. La portada a manera de retablo de piedra, frente a la calle Real, tiene columnas carentes de ornato, apoyadas en un alto zócalo. La decoración interior presenta motivos vegetales que se reparten por bóvedas y cornisas.
- Ermita del Cristo de las Batallas. Construida en el año 1734. Todo un cúmulo de historias y leyendas circulan sobre este edificio; lo que sí se sabe a ciencia cierta es que se construyó con el dinero sacado de la venta de vino que los rodenses donaban antes de ir a la guerra.

Original ermita de plan central, barroca, con un octógono cubierto con cúpula de yeserías estrelladas y capilla mayor cuadrada cubierta también con cúpula. De gran altura al exterior, de dos cuerpos de piedra y ladrillo, se cubre con tejado de pizarra a chapitel. Portada adintelada de piedra.
La Ermita del Santo Cristo de las Batallas, denominada popularmente del "Cristo de la Cuba" por su forma octogonal, guarda en su interior un retablo barroco del siglo XVIII con el Cristo titular del siglo XVII, patrono de la villa.
- Ermita del San José. Desde este monumento se tiene una de las mejores panorámicas de esta villa.
- Estación enológica de Castilla y León.

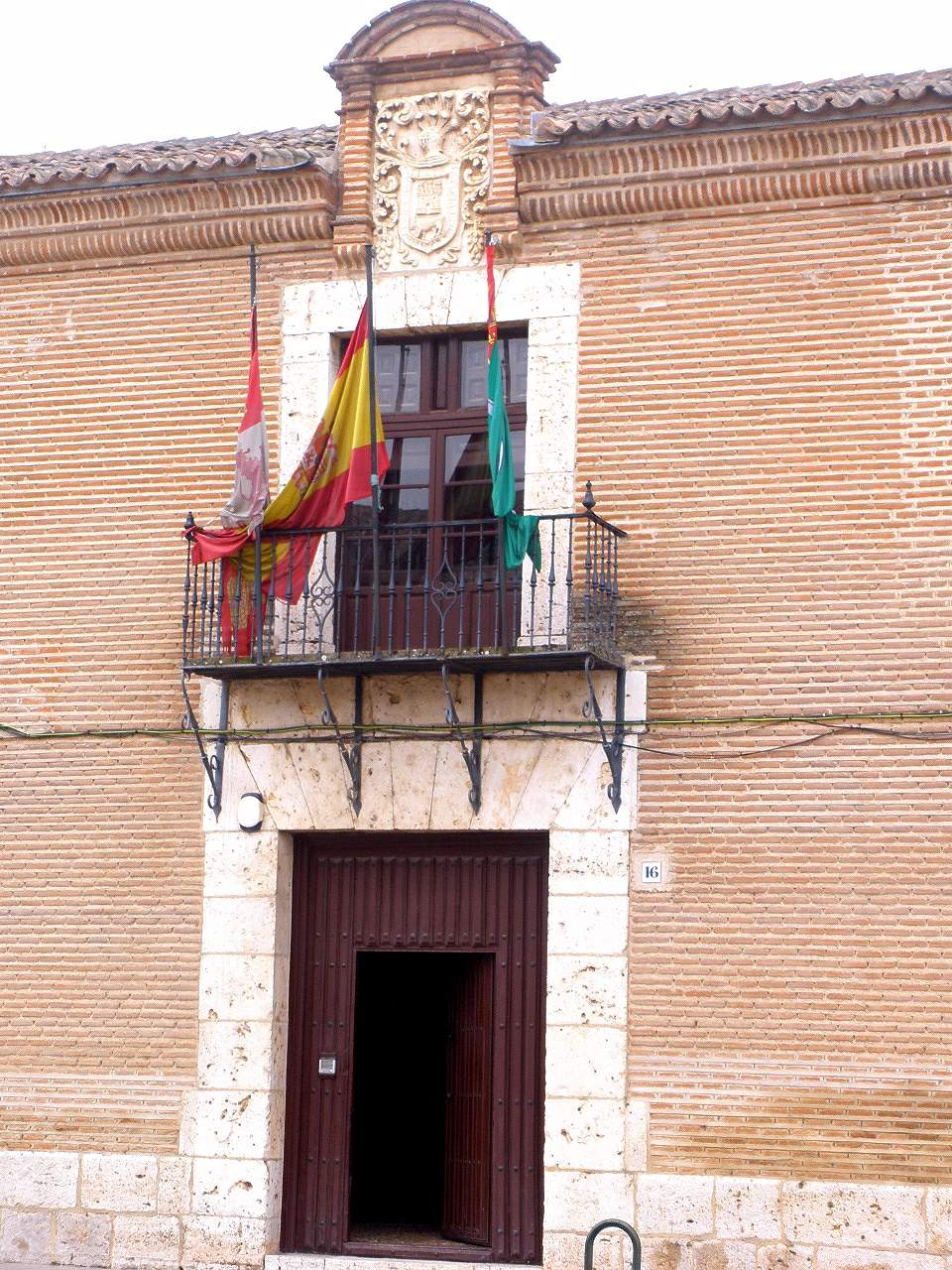
Estación enológica de Castilla y León

- Casa del Consejo regulador de la D.O. Rueda.
- Granja escuela el Viejo Chopo.
- Las bodegas subterráneas del pueblo las cuales recorren todo el municipio por el subsuelo.
- Torrejón que es una fortificación de la Edad Media para la vigilancia de la zona se encuentra a poca distancia del núcleo de población.

## Símbolos
El escudo heráldico que representa al municipio fue aprobado el 16 de julio de 1986 con el siguiente blasón:

Escudo cortado: 1.º, de gules, el castillo de oro de tres torres, mazonado de sable y aclarado de azur (que es Castilla); 2.º, de sinople, rueda de plata (en clara evocación del nombre local). Al timbre, Corona Real cerrada.
Boletín Oficial de Castilla y León n.º 88 de 4 de agosto de 1986

La bandera municipal fue aprobada oficialmente 31 de marzo de 2011 el con la siguiente descripción:

Bandera de dimensiones de 2:3, tercia al asta, sobre el paño Verde o sinople del batiente, una rueda de ocho radios, blanca o plata, en el tercio al asta, de rojo o gules, tres castillos amarillos o de oro, de tres torres, almenados y aclarados de azul o azur, puestos en palo.
Boletín Oficial de Castilla y León n.º 97 de 20 de mayo de 2011

## Fiestas y eventos
- Fiestas de Nuestra Señora de la Asunción. Son las principales fiestas de Rueda. En ellas la gente del pueblo se reúne en las llamadas peñas, que están formadas por un grupo de amigos los cuales tienen un local donde alojarse el tiempo que durar las fiestas. Durante las fiestas de Nuestra Señora de la Asunción, las diferentes peñas del pueblo que son alrededor de 20 invitan a toda persona que se pase por su local a tomar algo de beber (da igual que se pida una bebida alcohólica) siempre de forma gratuita. Otra de las actividades que se hacen durante esta festividad son los espectáculos taurinos que suelen ser por la tarde en la plaza de toros. También se organizan encierros de novillos por el pueblo estos se organizan a diario dos veces, una por la noche, otra por la mañana. Otra tradición de las fiestas de Rueda es la de la elección de Reina y Damas de las fiestas, esta tradición consiste en seleccionar a tres jóvenes del pueblo, las cuales representaran al pueblo en los diferentes actos organizados.Una de las más importantes cosas que suceden en las fiestas es el desfile de peñas, pues en él se reúnen todas las peñas del pueblo para desfilar en honor a las fiestas que empiezan ese día pues este desfile se suele hacer el primer día de fiestas. En él los jóvenes van vestidos con un traje de colores, cada peña tiene sus colores y su nombre.
- Fiestas de San Sebastián. Esta fiesta es el 20 de enero. Es una festividad principalmente tranquila sin demasiada juerga por parte de la juventud los mayores se la toman de forma distinta pues van al baile, a la procesión del patrón y después de misa en honor al Santo a comer todos por cortesía del ayuntamiento.
- Fiesta de la vendimia. Esta fiesta se celebra el segundo fin de semana de octubre en ella se celebra que la recogida de la uva ha terminado. Se podría considerar la segunda fiesta más importante de rueda después de la del 15 de agosto. En esta fiesta las diferentes bodegas de rueda exponen sus vinos en la plaza mayor de forma gratuita y en esta misma plaza se elabora el primer mosto de la temporada. Un hecho que el ayuntamiento lleva celebrando más de quince años y que cada vez atrae a más gente es la paellada gratuita el domingo, que todos los años congrega a más de 4000 personas.
- Verdejo Rock. Es un festival de música por el que han pasado grupos tan importantes como La Fuga. No se celebra desde 2005. Aunque se espera que se vuelva a organizar en años próximos.

## Gastronomía

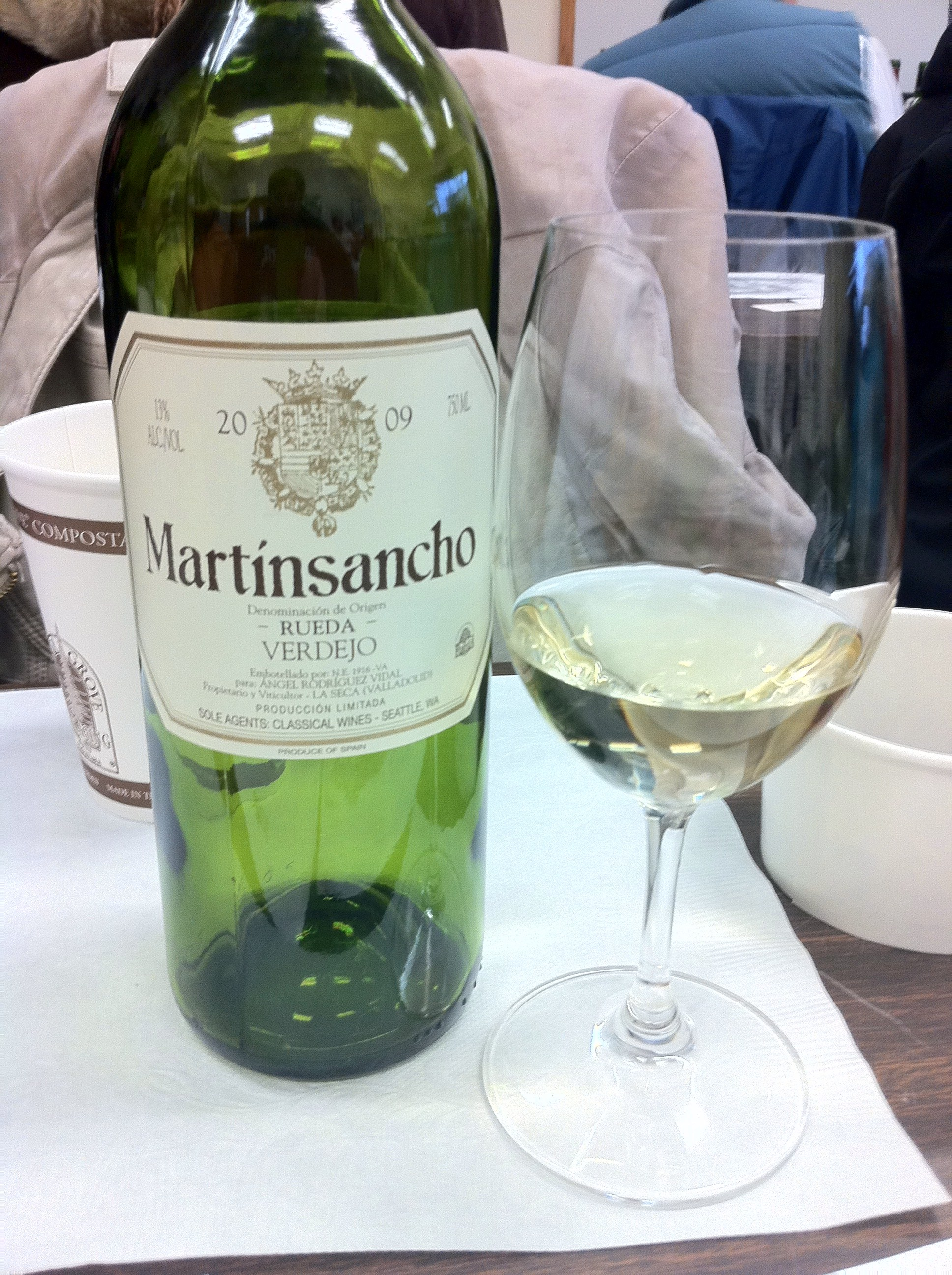
Vino verdejo (DO Rueda)

El nombre de Rueda está unido al vino. Posiblemente desde la época romana las viñas salpicaran estas tierras, en la que la uva Verdejo resistía el frío y la sequía, pero la consolidación definitiva sería en 1980, cuando se le otorgó la Denominación de Origen Rueda siendo esta las más antigua de Castilla y León y una de las más antiguas de España. Posee vinos blancos con denominación de origen Rueda. La denominación de origen Rueda se extiende a lo largo de más de 11 739,17 hectáreas dedicadas al viñedo en la provincia de Valladolid, la provincia de Segovia y la provincia de Ávila. Es una zona de producción histórica de vinos blancos. El palo por excelencia es el de la variedad verdejo autóctona de este municipio.